# Liste der Bischöfe von Spiš

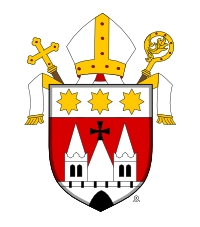
Wappen des Bistums Spiš

## Bischöfe
Die folgenden Personen sind/waren Bischöfe des Bistums Spiš (deutsch = Zips)
| Nr. | Bischof                                           | von  | bis  | Beschreibung | Darstellung | Wappen |
| --- | ------------------------------------------------- | ---- | ---- | --- | ----------- | ------ |
| 01  | Karol Salbeck                                     | 1776 | 1785 | * 17. November 1725 in Galați, (Rumänien), 1759 Weihbischof in Vác, (Ungarn) am 13. März 1776 zum Bischof von Spiš ernannt, † 15. Juni 1785 |             |        |
| 02  | Ján Révay                                         | 1787 | 1806 | * 7. August 1748 in Čachtice, 1787 zum Bischof von Spiš ernannt, konsekr. am 20. August 1788, † 9. Januar 1806 |             |        |
| 03  | Michel Leopold Brigido von Marenfels und Bresoviz | 1807 | 1816 | * 9. Februar 1742 in Triest, (Italien) am 13. Januar 1765 in Seckau, (Österreich) zum Priester geweiht, am 5. Dezember 1787 zum Bischof von Leibach, (Slowenien) ernannt, konsekr. am 27. April 1788, am 23. März 1807 Bischöf von Spiš, † 23. Juni 1816                       |             |        |
| 04  | Ján Krstitel Ladislav Pyrker (Pryker), OCist.     | 1818 | 1820 | * 2. November 1772 in Nagyláng, (Ungarn) am 16. Mai 1796 zum Priester geweiht, am 21. Dezember 1818 zum Bischof von Spiš ernannt, konsekr. 18. April 1819, am 2. Oktober 1820 Patriarch von Venedig, am 9. April 1827 Erzbischof von Eger (Ungarn), † 2. Dezember 1847         |             |        |
| 05  | Jozef Bélik                                       | 1823 | 1847 | * 1. Dezember 1757 in Dozerovce, am 24. November 1823 zum Bischof von Spiš ernannt, konsekr. am 2. Mai 1824, † 5. März 1847 |             |        |
| 06  | Vincent Jekelfalussy                              | 1848 | 1849 | * 2. Mai 1802 in Múcsony, (Ungarn), 1827 zum Priester geweiht, im Juni 1848 zum Bischof von Spiš ernannt, 1849 emeritiert, am 22. Februar 1867 Bischof von Székesfehérvár, (Ungarn) ernannt, † 15. Mai 1874                                                                    |             |        |
| 07  | Ladislav Zábojský                                 | 1850 | 1870 | * 31. Mai 1793 in Prešov, 1816 zum Priester geweiht, am 30. September 1850 zum Bischof von Spiš ernannt, konsekr. am 25. Mai 1851, † 11. September 1870 |             |        |
| 08  | Jozef Samaša                                      | 1871 | 1873 | * 30. Oktober 1828 in Aranyos-Maróth, am 23. Juli 1852 zum Priester geweiht, am 26. Juni 1871 zum Bischof von Spiš ernannt, konsekr. am 30. Juli 1871, am 25. Juli 1873 Erzbischof von Eger, (Ungarn), am 11. Dezember 1905 zum Kardinal kreiert, † 20. August 1912            |             |        |
| 09  | Juraj Császka                                     | 1874 | 1891 | * 4. Dezember 1826 in Nitrianska Streda, am 24. September 1850 zum Priester geweiht, am 27. Februar 1874 zum Bischof von Spiš ernannt, konsekr. 2. September 1874, am 27. Oktober 1891 Erzbischof von Kalocsa, (Ungarn), † 11. August 1904                                     |             |        |
| 10  | Pál Szmrecsányi                                   | 1891 | 1903 | * 2. Mai 1846 in Šarišské Dravce, 1871 zum Priester geweiht, am 1. Dezember 1891 zum Bischof von Spiš ernannt, konsekr. 27. März 1892, 1903 Bischof von Oradea Mare, (Rumänien), † 8. August 1908                                                                              |             |        |
| 11  | Alexander Párvy                                   | 1904 | 1919 | * 30. September 1848 in Gyöngyös, (Ungarn), am 8. Oktober 1871 in Eger, (Ungarn) zum Priester geweiht, am 27. März 1903 zum Titularbischof von Carpasia und Weihbischof in Eger, (Ungarn) ernannt, konsekr. 19. April 1903, am 25. Juni 1904 Bischof von Spiš, † 24. März 1919 |             |        |
| 12  | Ján Vojtaššák                                     | 1920 | 1965 | * 14. November 1877 in Zákamenné, 1901 zum Priester geweiht, am 13. November 1920 zum Bischof von Spiš ernannt, konsekr. 13. Februar 1921, † 4. August 1965 |             |        |
| 13  | František Tondra                                  | 1989 | 2011 | * 4. Juni 1936 in Spišské Vlachy, am 1. Juli 1962 zum Priester geweiht, am 26. Juli 1989 zum Bischof von Spiš ernannt, Bischofsweihe am 9. September 1989, emeritiert am 4. August 2011, † 3. Mai 2012                                                                         |             |        |
| 14  | Štefan Sečka                                      | 2011 | 2020 | von 2002 bis 2011 Weihbischof in Spiš, am 4. August 2011 zum Bischof von Spiš ernannt, † 28. Oktober 2020 |             |        |
| 15  | František Trstenský                               | 2023 |      | * 13. März 1973 in Trstená, am 21. Juni 1997 zum Priester geweiht, am 8. September 2023 zum Bischof von Spiš ernannt, Bischofsweihe am 21. Oktober 2023 |             |        |

## Weihbischöfe
Die folgenden Personen sind/waren Weihbischöfe des Spiš
| Nr. | Bischof                | von  | bis  | Beschreibung | Darstellung | Wappen |
| --- | ---------------------- | ---- | ---- | --- | ----------- | ------ |
| 01  | Martin Kheberich       | 1915 | 1946 | * 9. Oktober 1869 in Nemecká Ľupča, am 29. Juni 1892 zum Priester geweiht, am 19. Dezember 1915 zum Titularbischof von Sabrata und Weihbischof in Spiš ernannt, konsekr. am 20. Februar 1916, emerit. 1946, † 29. April 1951                                       |             |        |
| 02  | Štefan (István) Barnaš | 1949 | 1964 | * 19. Januar 1900 in Slovenská Ves, am 29. Juni 1925 zum Priester geweiht, am 25. Oktober 1949 zum Titularbischof von Conana und Weihbischof in Spiš ernannt. konsekr. am 30. Oktober 1949, † 16. April 1964                                                       |             |        |
| 03  | Andrej Imrich          | 1992 | 2015 | * 9. Januar 1948 in Mníšek nad Popradom, am 8. Juni 1974 in Spiš zum Priester geweiht, am 4. Juni 1992 zum Titularbischof von Castellum Titulianum und Weihbischof in Spiš ernannt, Bischofsweihe am 11. Juli 1992, emeritiert am 15. Oktober 2015.                |             |        |
| 04  | Štefan Sečka           | 2002 | 2011 | * 6. Juli 1953 in Spišský Štvrtok, am 6. Juni 1976 in Spiš zum Priester geweiht, am 28. Juni 2002 zum Titularbischof von Sita und Weihbischof in Spiš ernannt, Bischofsweihe am 27. Juli 2002, am 4. August 2011 zum Bischof von Spiš ernannt, † 28. Oktober 2020. |             |        |
| 05  | Ján Kuboš              | 2020 |      | * 28. Februar 1966 in Trstená, am 18. Juni 1989 in Bratislava zum Priester geweiht, am 25. März 2020 zum Titularbischof von Quiza und Weihbischof in Spiš ernannt, Bischofsweihe am 24. Juni 2020.                                                                 |             |        |